# Kris Jenner
Kristen Mary (Kris) Jenner (geboren als Houghton, voorheen Kardashian; San Diego, 5 november 1955) is een Amerikaans televisiepersoonlijkheid, auteur en producent. Ze is bekend van het televisieprogramma Keeping Up with the Kardashians. De serie is sinds 2007 op tv. Ze heeft vier kinderen van haar eerste huwelijk met Robert Kardashian: Kourtney, Kim, Khloé en Rob. Uit haar tweede huwelijk met Bruce Jenner, die nu Caitlyn Jenner heet, heeft ze twee kinderen: Kendall en Kylie. Ze heeft in totaal twaalf kleinkinderen.

## Carrière
In de jaren 70 adverteerden en promootten Kris en Bruce Jenner fitness apparatuur. Tegenwoordig heeft Kris een eigen bedrijf, dat in Los Angeles gevestigd is, Jenner Communications. Sinds de opnamen van Keeping Up with the Kardashians begeleidt zij haar dochter Kim op zakelijk gebied. Zij treedt ook op als zakelijk manager voor haar andere dochters en zoon.

## Familie
Jenner is geboren in San Diego en is de dochter van Mary Jo Shannon en Robert Houghton. Ze is van Nederlandse, Engelse, Ierse, Duitse en Schotse afkomst. Toen Jenner zeven jaar was, besloten haar ouders om te scheiden. Zij en haar jongere zus Karen werden sindsdien door hun moeder opgevoed, tot die besloot om te trouwen met Harry Shannon, een zakenman. Jenner ging naar de Clairemont High School in San Diego. Ze studeerde af in 1973. In 1976 werkte Jenner een jaar lang als stewardess.   